# Halococcus salifodinae
A Halococcus salifodinae egy extrém halofil (sókedvelő) Archaea, először egy osztrák sóbányában izolálták. Sejtje gömb alakú és rózsaszín pigmentációjú, típustörzse a Blp (= ATCC 51437 = DSM 8989).  Az archeák – ősbaktériumok – egysejtű, sejtmag nélküli prokarióta szervezetek.